# Bernard Maury

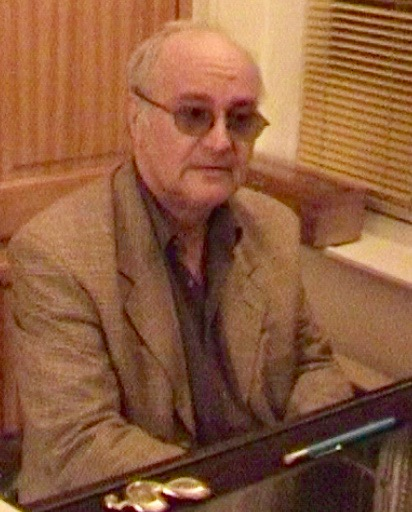
Bernard Maury

Bernard Maury (* 28. Dezember 1943 in Marmande; † 31. Juli 2005 in Caen) war ein französischer Jazzpianist und Arrangeur.

## Leben und Wirken
Maury hatte seit seiner Kindheit Klavierunterricht. Er kam 1969 nach Paris und nahm hier Kompositionskurse bei Nadia Boulanger. Zugleich wurde er Mitglied der Gruppe Trois Mailletz des Saxophonisten Michel de Villers. Später wurde er Mitglied des Quartetts von Michel Roques und trat mit Johnny Griffin im Jazzclub Chat qui pêche auf. 1974 ging er nach Brasilien, trat dort mit verschiedenen Musikern auf und wurde musikalischer Leiter des Teatro Glaucio Gil in Rio de Janeiro.
Nach seiner Rückkehr nach Paris 1976 gründete er mit dem Bassisten Cesarius Alvim und dem Schlagzeuger Marcel Sabiani (später Tony Rabeson) ein Trio, mit dem er im Maison de la Radio und verschiedenen Jazzclubs, gelegentlich mit Gästen wie dem Trompeter Éric Le Lann und dem Saxophonisten Éric Barret, auftrat. Daneben begann er in jener Zeit, Jazzimprovisation und Harmonielehre zu unterrichten.
Als Klavierduo mit Warren Bernhardt gab er eine Reihe von Konzerten zu Ehren von Bill Evans. Ende der 1980er Jahre arbeitete er u. a. mit den Saxophonisten Jean-Louis Chautemps, Sylvain Beuf und Bob Mover und dem Geiger Pierre Blanchard zusammen, bildete ein Duo mit dem Kontrabassisten Riccardo Del Fra und spielte im Quintett mit Lionel Belmondo, Stéphane Belmondo, Dominique Lemerle und Simon Goubert.
Beim Festival de Ramatuelle 1996 trat er mit Toots Thielemans auf, beim Festival de Calvi 1997 mit Michel Petrucciani, und im Maison de la Radio gab er Konzerte mit Michel Graillier und Alain Jean-Marie. Auf Konzertreisen führte er mit Jean-Philippe Viret und Simon Goubert ein von François Théberge komponiertes Quartett auf. Als Arrangeur komponierte er die sinfonische Orchestration von Parker With Strings, Homage To Bird (mit Max Roach, Frank Morgan und dem Dirigenten Michel Legrand, 1989) und wirkte an René Urtregers Album Serena (1991) mit.
Als Musikpädagoge unterrichtete Maury Jazzklavier an der Berklee School of Music in Boston und gab Meisterklassen an zahlreichen US-amerikanischen und europäischen Universitäten. Ab 1994 leitete er den Fachbereich Jazz am städtischen Conservatoire Nadia et Lili Boulanger in Paris. 1996 gründete er die Bill Evans Piano Academy.